# Mobile Suit Gundam 00 the Movie: A Wakening of the Trailblazer
Mobile Suit Gundam 00 the Movie: A wakening of the Trailblazer (яп. 劇場版 機動戦士ガンダム00 -A wakening of the Trailblazer- гэкидзёбан кидо: сэнси гандаму дабуру о: авэ:кунингу обу дза торэ:рубурэ:дза:, «Мобильный воин ГАНДАМ 00 - Фильм») — аниме-фильм, транслировавшийся 18 сентября 2010 года и являющийся частью серии Gundam. Сюжет является продолжением оригинального аниме с персонажами Gundam 00. Режиссёр фильма — Мидзусима Сэйдзи, студия Sunrise.
Сборы фильма за первый уикенд составили $2,260,690. Общие сборы — $9,244,127.

## Роли озвучивали
- Мамору Мияно — Сэцуна Эф. Сэйэй
- Синъитиро Мики — Локон Стратос
- Хироюки Ёсино — Аллелуя Хаптизм
- Хироси Камия — Тьерия Эрде
- Ёко Хонна — Сумэраги Ри Нориега
- Хироки Тоти — Лассе Айон
- Аяхи Такагаки — Фельт Грейс
- Харука Томацу — Милейна Вашти
- Ариса Огасавара — Сома Пирис / Харо
- Минами Такаяма — Кати Маннекин
- Кэндзи Хамада — Патрик Корласавар
- Юйти Накамура — Грэхэм Акр
- Юдзи Уэда — Билли Катагири
- Риэ Кугимия — Мина Кармайн
- Мию Ирино — Садзи Кроссроуд
- Тива Сайто — Луиза Халеви